# Sihator
Menvadžre Sihator je bil kratkoživ faraon Trinajste egipčanske dinastije, ki je vladala v poznem Srednjem kraljestvu. Sihator verjetno nikoli ni vladal kot samostojen vladar, ampak samo nekaj mesecev kot sovladar svojega brata  Neferhotepa I. Po egiptologu  Kimu Ryholtu je umrl leta 1733 pr. n. št., po Detlefu Frankeju pa se je njegova kratka vladavina končala leta 1694 pr. n. št. Njegova grobnica v Abidosu je stala verjetno med grobnicama njegovih bratov (S9 in S10) in verjetno nikoli ni bila dokončana.

## Dokazi
Ryholt v svoji zadnji razlagi Torinskega seznama kraljev trdi, da je Sihator omenjen v 26. vrstici 7. kolone seznama (po Gardinerju 26. vrstica 6. kolone). Dokazan je na dveh napisih iz svetišča nomarha Hekaiba na Elefantini, na katerih je omenjen kot  "kraljev sin". Častni naziv je povezan z bratom Neferhotepom I. Sihatorja kot brata Neferhotepa I. omenjata tudi skalna napisa na otokih File in Sehel. Po Ryholtu in  Stephenu Quirkeje je  Sihator dokazan tudi na valjastem pečatniku iz lojevca, razstavljenem v Petriejevem muzeju egipčanske arheologije v Londonu (UC1157), in koraldi neznanega porekla, zdaj v  Brooklynskem muzeju. Znanih je tudi nekaj pečatnikov, ki omenjajo kraljevega sina Sihatorja, za katere Ryholt meni, da omenjajo nekega drugega Sihatorja. Vivian Davies omenja tudi Sihatorjev kip, izdelan po njegovi smrti, na katerem je samo naziv "kraljev sin".

## Družina
Sihatorjeva družina je znana s skalnih napisov na nilskih otokih File in Sehel, ki jih je dal napisati njegov brat  Neferhotep I. Sihatorjev oče je bil Haankhef, mati pa Kemi. Imel je brata Neferhotepa I. in Sobekhotepa IV. Slednji ga je nasledil na egipčanskem prestolu.

## Grobnica
Egiptolog in arheolog Josef W. Wegner z Univerze Pensilvanije je vodil izkopavanja grobnice in pokopališkega kompleksa  Senusreta III. v Abidosu in nekropole okoli njega. Ne nekropoli je odkril kraljeve grobnice iz drugega vmesnega obdobja Egipta in zgodnjega poznega Srednjega kraljestva. Za dve veliki grobnici, označeni z S9 in S10, velja, da sta pripadali bratoma  Neferhotepu I. in Sobekhotepu IV. Dokazi, zbrani v blišnjih grobnicah so razkrili, da je bil v S10 pokopan Sobekhotep, ki bi lahko bil samo Sobekhotep IV. Grobnica S9 je zato najverjetneje pripadala Neferhotepu I.
Odkritja so bila ključna za lociranje Sihatorjeve grobnice. Faraon je bil pokopan verjetno v nedokončani grobnici severovzhodno od S10 in vzhodno od S9. Njen položaj kaže, da je bil Sihator Neferhotepov izbranec prestolonaslednika, vendar je prezgodaj umrl. Gradnjo grobnice so ob njegovi smrti opustili, masiven sarkofag iz granita pa v kaotičnem drugem vmesnem obdobju Egiptu  uporabili za nekoga drugega.